# Binga
Binga (portugisiska: Monte Binga) är Moçambiques högsta berg, 2 436 meter över havet. Berget ligger nära den zimbabwiska gränsen i provinsen Manica. Binga hör till Chimanimanibergen och ligger i Chimanimani nationalpark.